# Curtain wall
Curtain wall er betegnelsen for en facade på en bygning som ikke er en del af bygningens bærende konstruktion. Det muliggør brug at lette materialer som for eksempel en glasfacade. Den første brug af curtain wall stammer fra USA i slutningen af 1800-tallet, hvor det indgår i Chicagoskolens skyskraberarkitektur. Den første bygning med curtain wall blev opført i Chicago i 1889.
Savoy Hotel i København fra 1906 bygget i jugendstil er Danmarks første bygning med curtain wall. Andre danske eksempler er Rødovre Rådhus fra 1955 og SAS Royal Hotel i København fra 1959, begge tegnet af Arne Jacobsen.

## Galleri
- Savoy Hotel (Løvenborg) (1906)
- Rødovre Rådhus (1955)
- SAS Royal Hotel (1959)